# مؤید آلوسی
مؤیِّد آلوسی (۱۱۰۲–۱۱۶۲م) شاعر عربی عراقی بود که مدتی در ارتش عباسیان نیز درجه‌دار بود.

## زندگی
ابوسعید مؤیّد بن عطّاف بن محمّد بن علی بن محمّد نام و نسب او به شیوهٔ سنتّی است. به‌سال ۱۱۰۲م/ ۴۹۴ق در آلوس نزدیکی شهر حدیثه زاده شد. در دجیل بزرگ شد سپس به بغداد درآمد. در جوانی «جاویش» شد که درجه‌ای نظامی در آن زمان بوده است. او در روزگار مسترشد نظامی بود اما پس از انصراف، گویند تمام عمر، با پوشش نظامی در اجتماع حضور می‌یافت.
مؤید از راه شعر کسب معاش می‌کرد، گروهی از بزرگان عراق را مدح نمود، میان سال‌های ۵۲۰–۵۲۹ق به خدمت ملکشاه مسعود بن محمد سلجوقی درآمد. «چنین شد که نامش آوازه گرفت، پیش رفت، املاک و زمین‌ها صاحب شد». گویند مؤید برای مقتفی شعری نقدآمیز سرود و ده سال ۵۴۵–۵۵۵ ق زندانی شد. در اوایل خلافت مستنجد آزاد شد و بینایی‌اش از تاریکی زندان بسیار کم‌سو شده بود. بغداد را به سوی موصل ترک کرد.
مؤیّد در موصل در ۲۴ رمضان ۵۵۷ق درگذشت.